# Demsus község
Demsus község (románul: Comuna Densuș) község Hunyad megyében, Romániában. Központja Demsus, beosztott falvai Hacazsel, Kispestény, Krivapuszta, Nagypestény, Pojény (Hunyad megye), Stejvaspatak.

## Népessége
A 2011-es népszámlálás adatai alapján a község népessége 1577 fő volt.